# Präsidentschaftswahl in Frankreich

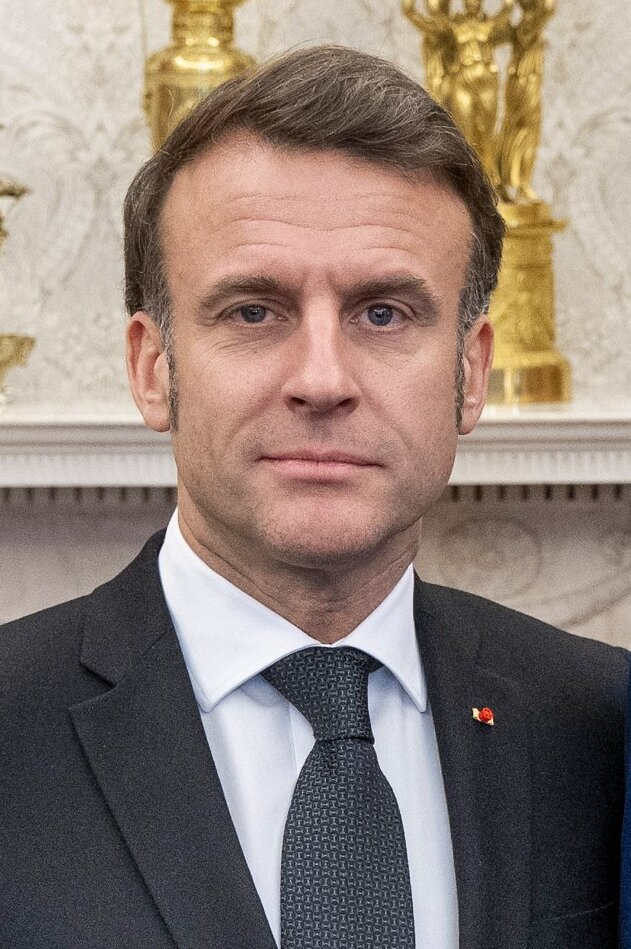
Präsident Emmanuel Macron, 2025

Die französische Präsidentschaftswahl (französisch élection présidentielle) bestimmt für eine Amtszeit von fünf Jahren (Quinquennat) den Staatspräsidenten der Französischen Republik. Eine Wiederwahl ist beliebig oft möglich. Allerdings dürfen höchstens zwei Amtszeiten direkt aufeinander folgen. Vor 2002 betrug die Amtszeit sieben Jahre (Septennat).
Die bislang letzte Präsidentschaftswahl fand 2022 statt. Im ersten Wahlgang am 10. April konnten der Amtsinhaber Emmanuel Macron (La République en Marche) sowie seine Kontrahentin Marine Le Pen (Rassemblement National) die meisten Stimmen auf sich vereinen. Bei der Stichwahl am 24. April wurde Macron mit gut 58 % der Stimmen für eine zweite Amtszeit wiedergewählt.

## Wahlverfahren
Die Wahl des französischen Staatspräsidenten ist in den Artikeln 6 und 7 der Verfassung der Fünften Französischen Republik geregelt. Seit einem Referendum im Jahr 1962 wird der Präsident direkt vom stimmberechtigten Volk gewählt. Wenn im ersten Wahlgang keiner der Kandidaten die absolute Mehrheit der Stimmen erhält, wird eine Stichwahl zwischen den beiden Kandidaten durchgeführt, die im ersten Durchgang die meisten Stimmen erhalten haben.
Bisher war bei jeder Wahl eine Stichwahl nötig. Den höchsten Stimmenanteil im ersten Wahlgang erhielt Charles de Gaulle bei der Präsidentschaftswahl 1965 mit 44,6 Prozent.
Die Amtszeit der Präsidenten wurde im Jahr 2000 per Referendum von sieben auf fünf Jahre verkürzt. Seit 2002 wählen die Franzosen das Staatsoberhaupt und die Abgeordneten der Nationalversammlung für jeweils fünf Jahre. Eine Wiederwahl ist beliebig oft möglich, allerdings dürfen höchstens zwei Amtszeiten direkt aufeinander folgen.

## Termin
Die Wahl hat laut Verfassung spätestens 20, jedoch frühestens 35 Tage vor dem Mandatsende des amtierenden Präsidenten stattzufinden. Als Wahltermin wird von der Regierung traditionell ein Sonntag festgelegt.

## Wähler
Der Präsident wird von allen Personen gewählt, die auf nationaler Ebene wahlberechtigt sind, das heißt, die mindestens 18 Jahre alt sind, die französische Staatsbürgerschaft besitzen und auf den Wahllisten eingetragen sind.

## Kandidaten
Um zur Wahl antreten zu können, muss der Kandidat mindestens 18 Jahre alt sein und selbst wählen dürfen. Darüber hinaus muss er mindestens 500 Unterschriften von Unterstützern sammeln, die selbst gewählte politische Ämter innehaben. In Frage kommen etwa 42.000 Mandatsträger. Dies sind vor allem Bürgermeister, aber auch Abgeordnete der Nationalversammlung, Senatoren oder Parlamentarier der Gebietskörperschaften wie die Regional- und Départementsräte. Sie müssen aus mindestens 30 verschiedenen Départements oder französischen Überseegebieten kommen, wobei für kein Département mehr als ein Zehntel der notwendigen Unterschriften, also 50, abgegeben werden können.

## Bisherige Direktwahlen
Seit der Einführung der Direktwahl 1962 wurden insgesamt 11 Wahlen des französischen Staatspräsidenten angesetzt.
| Jahr  | Termin Wahlgang | Termin Wahlgang | Stichwahl                | Stichwahl                |
| Jahr  | 1.              | 2.              | Sieger                   | Unterlegene(r)           |
| ----- | --------------- | --------------- | ------------------------ | ------------------------ |
| 01965 | 05. Dez.        | 19. Dez.        | Charles de Gaulle        | François Mitterrand      |
| 01969 | 01. Juni        | 15. Juni        | Georges Pompidou         | Alain Poher              |
| 01974 | 05. Mai         | 19. Mai         | Valéry Giscard d’Estaing | François Mitterrand      |
| 01981 | 26. April       | 10. Mai         | François Mitterrand      | Valéry Giscard d’Estaing |
| 01988 | 24. April       | 08. Mai         | François Mitterrand      | Jacques Chirac           |
| 01995 | 23. April       | 07. Mai         | Jacques Chirac           | Lionel Jospin            |
| 02002 | 21. April       | 05. Mai         | Jacques Chirac           | Jean-Marie Le Pen        |
| 02007 | 22. April       | 06. Mai         | Nicolas Sarkozy          | Ségolène Royal           |
| 02012 | 22. April       | 06. Mai         | François Hollande        | Nicolas Sarkozy          |
| 02017 | 23. April       | 07. Mai         | Emmanuel Macron          | Marine Le Pen            |
| 02022 | 10. April       | 24. April       | Emmanuel Macron          | Marine Le Pen            |